# Jess Jonassen
Jessica Louise Jonassen (* 5. November 1992 in Emerald, Australien) ist eine australische Cricketspielerin, die seit 2012 für die australische Nationalmannschaft spielt.

## Kindheit und Ausbildung
Geboren in Emerald, wuchs jedoch in Rockhampton auf. Mit Cricket begann sie in der Schule und schloss sich bald einem Club an und spielte zunächst mit den Jungen. Mit 15 Jahren wechselte sie auf Anraten eines Trainers zum Spin-Bowling. Nachdem Schulabschluss zog sie nach Brisbane und spielte dort für die University of Queensland. Sie studierte Recht an der Griffith University und absolvierte ein weiteres Studium in "Forensic Mental Health".

## Aktive Karriere

### Anfänge in der Nationalmannschaft
Ihr Debüt in der Nationalmannschaft gab sie im Januar 2012 bei der Tour gegen Neuseeland, als sie ihr erstes WODI und WTwenty20 bestritt. Ihre erste Weltmeisterschaft bestritt sie beim ICC Women’s World Twenty20 2012, bei dem ihr im Finale gegen England 3 Wickets für 25 Runs erreichte und so einen wichtigen Beitrag zum Turniergewinn leistete. Für den im Januar 2013 startenden Women’s Cricket World Cup 2013 wurde sie zwar nominiert, musste aber kurz vor dem Turnier zurückziehen, da ihr Knie nach einer Operation nicht rechtzeitig ausheilte. Im August 2013 bei der Tour in England konnte sie im ersten WODI 4 Wickets für 38 Runs erzielen. Beim ICC Women’s World Twenty20 2014 zeigte sie solide Leistungen, unter anderem 2 Wickets für 14 Runs gegen Pakistan und war so an einem weiteren Weltmeistertitel beteiligt. Im August 2014 erreichte sie gegen Pakistan 4 Wickets für 15 Runs und 3 Wickets für 37 Runs in der WODI-Serie und wurde für ersteres als Spielerin des Spiels ausgezeichnet.
Bei der folgenden Tour gegen die West Indies konnte sie auch erstmals am Schlag überzeugen, als ihr in den WTwenty20s 46 und 47 Runs gelangen, wofür sie beides mal als Spielerin des Spiels und der Serie ausgezeichnet wurde. Dies setzte sich auch bei ihrem ersten WTes fort, den sie im Sommer 2015 in England bestritt, als sie mit 99 Runs im ersten und 54 Runs im zweiten Innings jeweils ein haöf-Century erzielte. Dafür wurde sie als Spielerin des Spiels ausgezeichnet. Im Februar 2016 bei der Tour in Neuseeland konnte sie mit 5 Wickets für 50 Runs ihr erstes Five-for erzielen. Auch erreichte sie ein weiteres 3 Wickets für 32 Runs in einem weiteren WODI der Serie. Beim daran anschließenden ICC Women’s World Twenty20 2016 konnte sie als Bowlerin nicht überzeugen und erzielte als beste Leistung am Schlag 23 Runs gegen Neuseeland.

### Konstante im australischen Team
In der Saison 2016/17 erzielte sie bei den Touren in Sri Lanka (3/1), gegen Südafrika (3/37) und in Neuseeland (3/47) jeweils drei Wickets. Beim Women’s Cricket World Cup 2017 in England konnte sie dann auch wieder bei einem Turnier als Bowlerin überzeugen und erreichte unter anderem gegen Neuseeland 3 Wickets für 33 Runs. Bei der Tour in Indien im März 2018 erreichte sie in der WODI-Serie einmal 4 Wickets (4/30) und einmal 3 Wickets (3/51). Vor dem ICC Women’s World Twenty20 2018 zog sie sich erneut eine Knieverletzung zu. Zwar schaffte sie es in den Kader für das Turnier, jedoch spielte sie dort kein Spiel.
Auf der Tour gegen Neuseeland im Februar 2019 erreichte sie in den WODIs 4 Wickets für 53 Runs und 5 Wickets für 27 Runs. Zu Beginn der Saison 2019/20 konnte sie in den West Indies im dritten WTwenty20 4 Wickets für 7 Runs erreichen und wurde als Spielerin des Spiels ausgezeichnet. Dies wurde gefolgt von 4 Wickets für 31 Runs im zweiten WODI gegen Sri Lanka. Bei einem Drei-Nationen-Turnier in Australien, das vor der nächsten Weltmeisterschaft ausgetragen wurde, konnte sie gegen Indien 5 Wickets für 12 Runs erreichen und wurde als Spielerin des Spiels ausgezeichnet. Beim ICC Women’s T20 World Cup 2020 konnte sie im Finale gegen Indien 3 Wickets für 20 Runs zum Sieg beisteuern. Im Oktober 2020 erreichte sie in der ODI-Serie gegen Neuseeland im zweiten Spiel 4 Wickets für 36 Runs. Als Neuseeland am Ende der Saison 2020/21 nach Australien reiste, konnte sie jeweils einmal 3 Wickets in der WODI- (3/29) und WTwenty20-Serie (3/26) erzielen. Beim Women’s Cricket World Cup 2022 zeigte sie abermals im Finale ihre beste Leistung, als sie gegen England mit 3 Wickets für 57 Runs einen wichtigen Beitrag zum Turniersieg leistete.
Im Sommer erzielte sie bei einem Drei-Nationen-Turnier in Irland gegen Pakistan 4 Wickets für 17 Runs. Bei den Commonwealth Games 2022 war dann ihre beste Leistung in der Vorrunde gegen Indien, als ihr 4 Wickets für 22 Runs gelangen.